# Eleição municipal de Ponta Grossa em 2016
A eleição municipal de Ponta Grossa em 2016 foi realizada para eleger um prefeito, um vice-prefeito e 23 vereadores no município de Ponta Grossa, no estado brasileiro do Paraná. Foram eleitos Marcelo Rangel (Partido Popular Socialista) e Elizabeth Silveira Schmidt para os cargos de prefeito(a) e vice-prefeito(a), respectivamente. Como nenhum dos candidatos ao cargo majoritário recebeu mais da metade do votos válidos, houve um novo escrutínio entre Aliel Machado Bark e Marcelo Rangel em 30 de outubro de 2016, sendo que a chapa de Marcelo Rangel ganhou com 55.38% dos votos válidos. Seguindo a Constituição, os candidatos são eleitos para um mandato de quatro anos a se iniciar em 1º de janeiro de 2017. A decisão para os cargos da administração municipal, segundo o Tribunal Superior Eleitoral, contou com 222 716 eleitores aptos e 20 717 abstenções, de forma que 9.3% do eleitorado não compareceu às urnas naquele turno. Já no segundo turno, foram contabilizadas 27 010 ausências, configurando 12.13% de abstenções.

## Antecedentes
Na eleição municipal de 2016, Marcelo Rangel, do PPS, derrotou o candidato do partido REDE Aliel Machado no segundo turno. Nesse pleito, Rangel continuou à frente do candidato da oposição em ambos os turnos.
Nesse período eleitoral em questão ocorreu uma minirreforma, tendo como uma das principais mudanças a redução do tempo de campanha dos candidatos de 90 para 45 dias, bem como a duração de horário gratuito de propaganda eleitoral tanto na televisão quanto no rádio, que diminuiu de 45 para 35 dias.

## Campanha
Cinco chapas lançaram candidatos a prefeito em Ponta Grossa em 2016. Porém, a disputa final ficou entre os dois principais candidatos, o até então prefeito Marcelo Rangel e o deputado federal Aliel Machado. Ambos já tinham cargos eletivos e capital político para o financiamento das campanhas, causando, assim, certa desvantagem em relação aos demais concorrentes.
Segundo entrevista para o jornal Gazeta do Povo, Rangel diz que "foi por pouco que ficamos para o segundo turno. A responsabilidade agora é grande, mas não tenho dúvida de que as pessoas que votaram na gente vão lutar para termos mais votos".
Já Aliel ao comentar sobre sua votação expressiva afirmou que "depois de um período extremamente difícil, tive a oportunidade de explicar para a população o que está acontecendo na política".

## Resultados

### Eleição municipal de Ponta Grossa em 2016 para Prefeito - 1º turno
A eleição para prefeito contou com 5 candidatos em 2016: Aliel Machado Bark do Rede Sustentabilidade, Julio Francisco Schimanski Kuller do Partido da Mulher Brasileira, Marcelo Rangel do Partido Popular Socialista, Sergio Luiz Gadini do Partido Socialismo e Liberdade, Leandro Soares Machado do Partido Pátria Livre que obtiveram no primeiro turno, respectivamente, 49 611, 27 465, 84 032, 12 214, 2 904 votos. O Tribunal Superior Eleitoral também contabilizou 9.3% de abstenções nesse turno. Já que nenhum candidato recebeu mais da metade dos votos válidos, houve um segundo turno entre Aliel Machado Bark e Marcelo Rangel em 2 de outubro de 2016.
| Candidato(a)                            | Vice                       | Coligação                            | Votos recebidos | Percentual |
| --------------------------------------- | -------------------------- | ------------------------------------ | --------------- | ---------- |
| Marcelo Rangel (PPS)                    | Elizabeth Silveira Schmidt | Ponta Grossa no Rumo Certo           | 84032           | 47.68%     |
| Aliel Machado Bark (REDE)               | Jose Elizeu Chociai        | Cidade Forte e para Todos            | 49611           | 28.15%     |
| Julio Francisco Schimanski Kuller (PMB) | Dirlei Aparecido Cordeiro  | Juntos Podemos Mais                  | 27465           | 15.59%     |
| Sergio Luiz Gadini (PSOL)               | Felipe Bronoski Soares     | Unidade Popular                      | 12214           | 6.93%      |
| Leandro Soares Machado (PPL)            | Adriane do Rocio Lopes     | Partido Pátria Livre (sem coligação) | 2904            | 1.65%      |

### Eleição municipal de Ponta Grossa em 2016 para Prefeito - 2º turno
A decisão para o cargo de prefeito e vice-prefeito ocorreu no segundo turno da eleição. A disputa entre os candidatos Aliel Machado Bark do Rede Sustentabilidade e Marcelo Rangel do Partido Popular Socialista e seus respectivos vices, Jose Elizeu Chociai e Elizabeth Silveira Schmidt, foi decidida em 30 de outubro de 2016 com a apuração pelo Tribunal Superior Eleitoral de 177 066 votos, excluindo 6 402 votos brancos e 12 238 votos nulos. A chapa de Marcelo Rangel venceu com 55.38% dos votos válidos. Houve 12.13% de abstenções no segundo turno.
| Candidato(a)              | Vice                       | Coligação                  | Votos recebidos | Percentual |
| ------------------------- | -------------------------- | -------------------------- | --------------- | ---------- |
| Marcelo Rangel (PPS)      | Elizabeth Silveira Schmidt | Ponta Grossa no Rumo Certo | 98058           | 55.38%     |
| Aliel Machado Bark (REDE) | Jose Elizeu Chociai        | Cidade Forte e para Todos  | 79008           | 44.62%     |

### Eleição municipal de Ponta Grossa em 2016 para Vereador
Na decisão para o cargo de vereador na eleição municipal de 2016, foram eleitos 23 vereadores com um total de 178 251 votos válidos. O Tribunal Superior Eleitoral contabilizou 12 048 votos em branco e 11 700 votos nulos. De um total de 222 716 eleitores aptos, 20 717 (9.3%) não compareceram às urnas no primeiro turno.
| Nome                            | Partido político                                | Coligação                                                | Votos recebidos | Percentual |
| ------------------------------- | ----------------------------------------------- | -------------------------------------------------------- | --------------- | ---------- |
| Jose Carlos Sahagoff Raad       | Partido Popular Socialista (PPS)                | Socialismo Popular Progressista                          | 6686            | 3.75%      |
| Felipe Ramon dos Passos         | Partido da Social Democracia Brasileira (PSDB)  | Socialismo Popular Progressista                          | 5992            | 3.36%      |
| Ezequiel Marcos Ferreira Bueno  | Partido Republicano Brasileiro (PRB)            | Partido Republicano Brasileiro (sem coligação)           | 3830            | 2.15%      |
| George Luiz de Oliveira         | Partido da Mobilização Nacional (PMN)           | Mobilização por Ponta Grossa                             | 3148            | 1.77%      |
| Rudolf Eric Christensen         | Partido Popular Socialista (PPS)                | Socialismo Popular Progressista                          | 3007            | 1.69%      |
| Sebastião Mainardes Junior      | Democratas (DEM)                                | Democratas (sem coligação)                               | 2814            | 1.58%      |
| Mauricio Silva                  | Partido Socialista Brasileiro (PSB)             | Socialismo Popular Progressista                          | 2285            | 1.28%      |
| Eduardo Guimarães Kalinoski     | Partido da Social Democracia Brasileira (PSDB)  | Socialismo Popular Progressista                          | 2174            | 1.22%      |
| Roseli Aparecida Mendes         | Partido Socialista Brasileiro (PSB)             | Socialismo Popular Progressista                          | 2108            | 1.18%      |
| Ricardo Albertus Zampieri       | Solidariedade (SD)                              | Solidariedade Cristã                                     | 2027            | 1.14%      |
| Walter José de Souza            | Partido Republicano da Ordem Social (PROS)      | Partido Republicano da Ordem Social (sem coligação)      | 1933            | 1.08%      |
| João Florenal da Silva          | Podemos (PODE)                                  | Podemos (sem coligação)                                  | 1798            | 1.01%      |
| Magno Zanellato                 | Partido Democrático Trabalhista (PDT)           | Vamos em Frente                                          | 1750            | 0.98%      |
| Paulo Roberto Balansin          | Podemos (PODE)                                  | Podemos (sem coligação)                                  | 1736            | 0.97%      |
| Jorge Rodrigues Magalhães       | Partido Democrático Trabalhista (PDT)           | Vamos em Frente                                          | 1716            | 0.96%      |
| Geraldo Stocco Filho            | Rede Sustentabilidade (REDE)                    | Frente Popular                                           | 1628            | 0.91%      |
| Divonsir Pereira Antunes        | Partido Social Cristão (PSC)                    | Social Liberal Cristã                                    | 1590            | 0.89%      |
| Pietro Arnaud Santos da Silva   | Rede Sustentabilidade (REDE)                    | Frente Popular                                           | 1583            | 0.89%      |
| Domingos Barbosa Menezes Junior | Democratas (DEM)                                | Democratas (sem coligação)                               | 1534            | 0.86%      |
| Daniel Anderson Fracaro         | Partido Verde (PV)                              | Cidade Sustentável - Pv-Ptb                              | 1440            | 0.81%      |
| Vinicius de Camargo Wenceslau   | Partido da Mulher Brasileira (PMB)              | Mobilização por Ponta Grossa                             | 1069            | 0.6%       |
| Guiarone de Paula Junior        | Partido Republicano da Ordem Social (PROS)      | Partido Republicano da Ordem Social (sem coligação)      | 1050            | 0.59%      |
| Celso Cieslak                   | Partido Renovador Trabalhista Brasileiro (PRTB) | Partido Renovador Trabalhista Brasileiro (sem coligação) | 928             | 0.52%      |

## Análise
Após ser reeleito no segundo turno com mais da metade dos votos, Marcelo Rangel, do PPS, declarou em entrevista ao site G1 que “vamos iniciar um novo mandato ainda mais promissor, melhor do que esse dos últimos quatro anos.”
De acordo o TSE (Tribunal Superior Eleitoral), o paranaense recebeu 98.058 votos, o que é equivalente a 55,38%. Já seu concorrente, Aliel Machado, recebeu, por sua vez, 79.008 votos, em um total de 44,62%.